# Lug (Podujevo)
Pour les articles homonymes, voir Lug.
Llugë en albanais et Lug en serbe latin (en serbe cyrillique : Луг) est une localité du Kosovo située dans la commune/municipalité de Podujevë/Podujevo, district de Pristina (Kosovo) ou district de Kosovo (Serbie). Selon le recensement kosovar de 2011, elle compte 1 404 habitants, dont 1 403 Albanais.

## Démographie

### Évolution historique de la population dans la localité
| 1948 | 1953 | 1961 | 1971 | 1981  | 1991  | 2011  |
| ---- | ---- | ---- | ---- | ----- | ----- | ----- |
| 556  | 605  | 687  | 848  | 1 147 | 1 446 | 1 404 |

|  |